# Doc in the Ring
Doc in the Ring è un cortometraggio muto del 1915 diretto da Sidney Smith

## Produzione
Il film fu prodotto da Watterson Rothacker.

## Distribuzione
Il film - un cortometraggio  - uscì nelle sale cinematografiche USA il 18 settembre 1915.